# Kustbygdens kontrakt
Kustbygdens kontrakt är ett kontrakt i Linköpings stift inom Svenska kyrkan. 
Kontraktet bildades 1 januari 2017 av alla församlingarna som ingick i Tjusts kontrakt och av alla församlingar som ingick i Söderköpings kontrakt, utom Åtvids församling.
Kontraktskoden är 0212.
Ingående församlingar framgår av navigationsboxen nedan.

## Kontraktsprostar
| Ämbetstid | Namn                   | Levnadstid | Kommentarer |
| --------- | ---------------------- | ---------- | ----------- |
| 2017–     | Karin Björk            |            | [ 2 ]       |
| 2022–     | Matilda Helg           | 1981–      |             |
| 2024      | Anna Gredelius Robbert |            |             |
| 2025–     | Hans Wennström         |            |             |